# Directiva de 2009 sobre determinados organismos de inversión colectiva en valores mobiliarios
Las Directiva 2009/65/EC de sobre  determinados organismos de inversión colectiva en valores mobiliarios (Undertakings for Collective Investment in Transferable Securities Directive 2009, UCITS) es una Directiva consolidada de la  UE, que permite a los esquemas de inversión colectiva operar libremente en la UE en una simple autorización de un Estado miembro.
Los Estados miembros de la UE están autorizados para establecer requisitos reguladores adicionales para beneficio de los inversores.